# Arthur Meyer (Botaniker)
Arthur Meyer (* 17. März 1850 in Langensalza; † 26. August 1922 in Marburg) war ein deutscher Botaniker, Zellbiologe und Pharmakognost.  Ab 1891 lehrte er als Professor der Botanik und Pharmakognosie an der Philipps-Universität Marburg. Sein botanisches Autorenkürzel lautet „Art.Mey.“

## Leben
Arthur Meyer war ein Sohn des Malers und Fotografen Julius Meyer († 1870). Er besuchte die Realschule in Sondershausen und begann 1867 eine Apothekerlehre in Nordhausen. Nach dem Tod seines Vaters übernahm er dessen Foto-Geschäft, um den Lebensunterhalt seiner beiden jüngeren Brüder und der Stiefmutter zu sichern. Nach fünf Jahren verkaufte er es und arbeitete weitere zwei Jahre als Drogist, da ihm die finanziellen Mittel für ein Studium fehlten.
Meyer studierte von 1877 bis zur bestandenen Staatsprüfung 1880 Pharmazie an der Reichsuniversität Straßburg. Zu seinen akademischen Lehrern gehörten Anton de Bary und Friedrich August Flückiger, die sein Interesse an Botanik bzw. Pharmakognosie weckten. Auf Veranlassung von Flückiger war Meyer von 1880 bis 1885 als sein Assistent am Straßburger Pharmakognostischen Institut tätig. 1883 wurde Meyer mit der Dissertation „Über den Bau und die Bestandteile der Chlorophyllkörner der Angiospermen“ zum Dr. phil. promoviert. 1885 habilitierte er sich als Privatdozent für Botanik in Göttingen, da dies ohne Abitur in Straßburg nicht möglich war.
Ab 1886 lehrte Meyer als außerordentlicher Professor für Pharmazeutische Chemie und Pharmakognosie an der Akademie Münster. Zu seinen dortigen Aufgaben gehörte die Einrichtung des pharmazeutischen Studiums. 1891 trat er als ordentlicher Professor der Botanik und Pharmakognosie die Nachfolge von Karl von Goebel an der Philipps-Universität Marburg an. Gleichzeitig wurde er Direktor des botanischen Gartens der Universität. Er war Mitglied des sogenannten Marburger Kreises, einer interdisziplinären biologischen Diskussionsrunde um Emil von Behring.
Meyer wurde zum Geheimen Regierungsrat ernannt. Er war seit 1891 mit Marianne Wendling verheiratet und hatte eine Tochter. 1922 starb er im Alter von 72 Jahren in Marburg.

## Forschung
Meyer war hauptsächlich auf den Gebieten Pharmakognosie, Zytologie und Bakteriologie tätig. Er ist bekannt für seine Pionierarbeit zur Beschreibung der Struktur von Chloroplasten (von ihm „Autoplasten“ genannt) und anderen Plastiden. Er war der Erste, der die Chlorophyll enthaltenden Strukturen in Chloroplasten, die heute als Grana bezeichnet werden, benannte und beschrieb.

## Werke (Auswahl)
- Wissenschaftliche Drogenkunde: ein illustriertes Lehrbuch der Pharmakognosie und eine wissenschaftliche Anleitung zur eingehenden botanischen Untersuchung pflanzlicher Drogen für Apotheker. Band 1. Gaertner, Berlin 1891. Digitale Ausgabe der Universitäts- und Landesbibliothek Düsseldorf.
- Wissenschaftliche Drogenkunde: ein illustriertes Lehrbuch der Pharmakognosie und eine wissenschaftliche Anleitung zur eingehenden botanischen Untersuchung pflanzlicher Drogen für Apotheker. Band 2. Gaertner, Berlin 1892. Digitale Ausgabe der Universitäts- und Landesbibliothek Düsseldorf.